# Hsp90
Das molekulare Chaperon Hsp90 ist mit 1–2 % des gesamten löslichen Zellproteins eines der am häufigsten vorkommenden Proteine in der Zelle. Es kommt ubiquitär in Eubakterien und allen Klassen von Eukaryoten vor. In Archaeen scheint es jedoch zu fehlen. Während cytoplasmatisch vorkommendes Hsp90 essentiell für die Lebensfähigkeit unter allen Bedingungen in Eukaryoten ist, ist das bakterielle Homolog HtpG unter nicht-Stressbedingungen nicht essentiell. In Säugetierzellen kodieren zwei Gene für cytosolische Hsp90-Homologe. Der erste Hinweis, dass es sich bei Hsp90 um ein Hitzeschockprotein handelt, kam von Untersuchungen mit Affenzellen und der Fruchtfliege Drosophila melanogaster, die unter unphysiologischen Bedingungen eine gesteigerte Hsp90-Expression aufwiesen.

## Strukturelle Eigenschaften von Hsp90
Hsp90 besteht aus drei Domänen: einer hochkonservierten aminoterminalen ATPase Domäne, einer Mitteldomäne und einer carboxyterminalen Dimerisierungsdomäne.

## Die Hsp90 ATPase Aktivität
Die ATP Hydrolyse scheint von entscheidender Bedeutung für die Funktion von Hsp90 in vivo zu sein, da Mutanten, die ATP nicht hydrolysieren können, die lebenswichtigen Funktionen von Hsp90 nicht ausführen können. Die Kristallstruktur der aminoterminalen Domäne von Hsp90 im Komplex mit ATP zeigte, dass – im Gegensatz zu den meisten anderen ATP-hydrolysierenden Proteinen – ATP in einer ungewöhnlich geknickten Konformation gebunden ist.

## Inhibitoren - Hsp90 alsdrug target
Geldanamycin und das damit verwandte Herbimycin A sind Ansamycine aus Pilzen, die Antitumoraktivität aufweisen. Geldanamycin bindet an die aminoterminale Domäne von Hsp90 als ein kompetitiver Inhibitor von ATP. Die Affinität von Geldanamycin für Hsp90 ist ca. 500-fach höher als die von ATP.
Radicicol (oder Monorden) ist ein Makrolacton aus einem Pilz und bindet mit nanomolarer Affinität an Hsp90. Kristallstudien haben gezeigt, dass auch Radicicol in der aminoterminalen ATP-Bindetasche von Hsp90 bindet.
Dadurch, dass vollkommen unterschiedliche Klassen von natürlichen Substanzen mit hoher Spezifität und Affinität an die ATP-Bindetasche von Hsp90 binden können und die Identifizierung einer Reihe von Antitumorproteinen als Hsp90 Substrate, haben zu der Idee geführt, dass man Hsp90 als drug target nutzen könnte. Erste klinische Untersuchungen mit humanverträglichen Geldanamycinderivaten, wie z. B. 17-AAG (17-Allylamino-17-demethoxygeldanamycin), welches in nanomolaren Konzentrationen starke Antitumoraktivität gegen eine Reihe verschiedener Krebsarten zeigt, werden bereits in zahlreichen Ländern durchgeführt.

## Funktion von Hsp90
Die molekularen Chaperone Hsp70 und Hsp90 sind verantwortlich für die Faltung und Aktivierung vieler Substratproteine. Zu den wichtigsten Vertretern von Hsp70 und Hsp90 abhängigen Proteinen zählen Steroidhormon-Rezeptoren, Transkriptionsfaktoren, Kinasen und das Tumorsuppressor Protein p53. Hsp70 und Hsp90 bilden einen Multichaperonkomplex, in dem beide durch ein drittes Protein (Hop) verbunden sind. Das Zusammenspiel und die Interaktion dieser zwei Chaperonmaschinen ist von hoher Wichtigkeit für das Überleben von Zellen und Organismen.